# Laguna Beach (Californië)
Laguna Beach is een kustplaats (city) in de Amerikaanse staat Californië, en valt bestuurlijk gezien onder Orange County.

## Demografie
Bij de volkstelling in 2000 werd het aantal inwoners vastgesteld op 23.727.
In 2006 is het aantal inwoners door het United States Census Bureau geschat op 24.161, een stijging van 434 (1.8%).

## Geografie
Volgens het United States Census Bureau beslaat de plaats een oppervlakte van
25,2 km², waarvan 22,9 km² land en 2,3 km² water. Laguna Beach ligt op ongeveer 35 m boven zeeniveau.

## Plaatsen in de nabije omgeving
De onderstaande figuur toont nabijgelegen plaatsen in een straal van 16 km rond Laguna Beach.

## Geboren
- Dain Blanton (1971), beachvolleyballer

## Trivia
- Laguna Beach was ook de voornaamste filmlocatie van de reallifesoap Laguna Beach: The Real Orange County.